# باشگاه فوتبال ریل هوپ
باشگاه فوتبال ریل هوپ یک باشگاه فوتبال حرفه‌ای است که در کاپ-هائیتین، هائیتی واقع شده است.